# 鲁珀特教堂
鲁珀特教堂（德语：Ruprechtskirche）常被认为是维也纳最古老的教堂，供奉维也纳盐商的主保圣人萨尔茨堡的鲁珀特，位于该市最古老的部分，罗马人的Vindobona。

## 历史

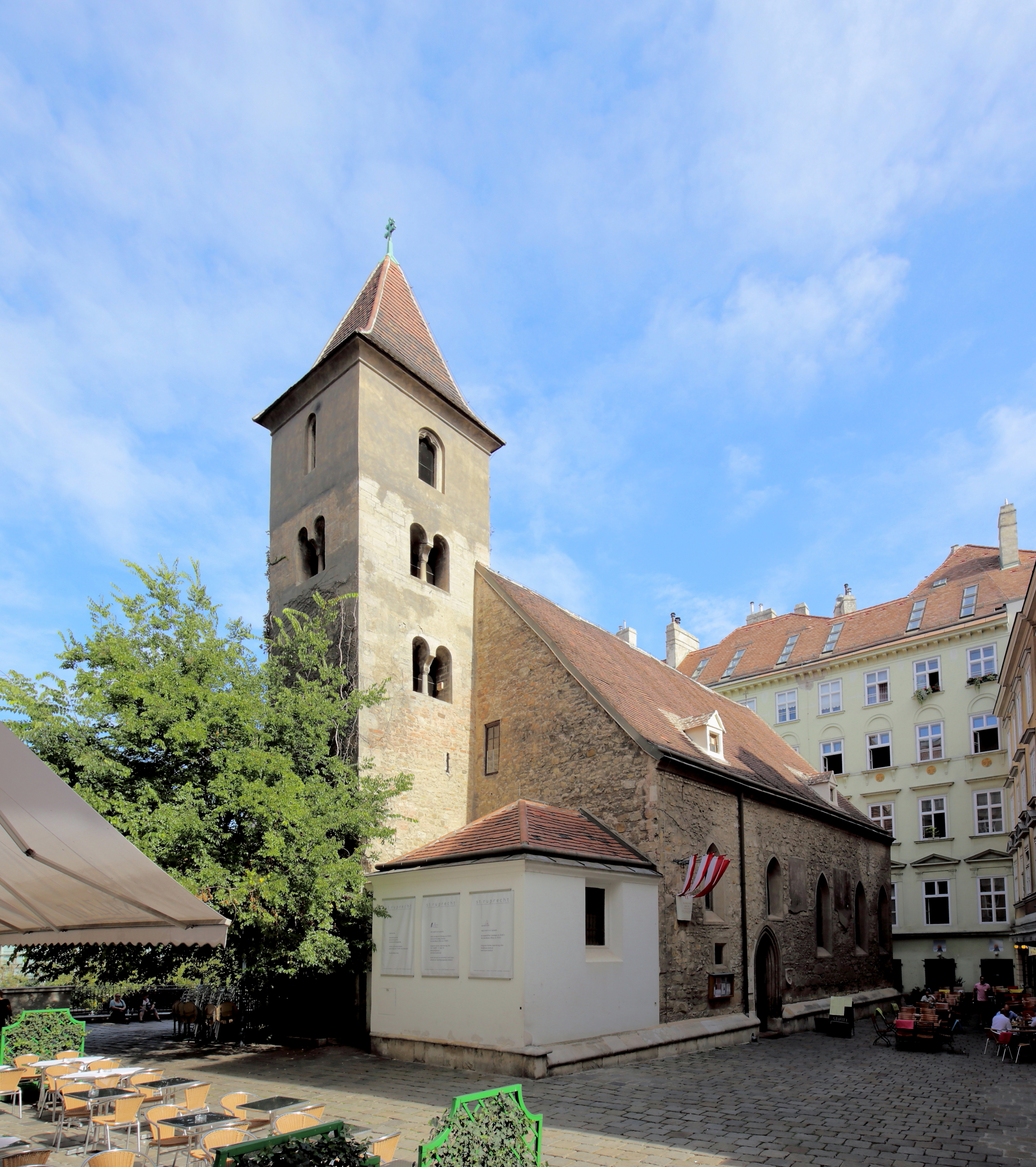
鲁珀特教堂

根据传说，这座教堂由鲁珀特的同伴 Cunald 和 Gisalrich在萨尔茨堡主教任上创建。但是，由于萨尔茨堡是在796年到829年之间在宗教上影响维也纳，因此更可能创建于这一时期。
最早的文献记载见于1200年，奥斯里公爵亨利二世描述送给苏格兰教堂的礼物，其中也提到鲁珀特教堂，列为该市最古老的教堂。
罗马居民点毁灭之后，该市的核心部分环绕该教堂附近一带发展起来。
在中世纪，这座教堂是盐务公署（Salzamt）所在地，负责分配食盐给个人买主并确保质量。这座教堂管理多瑙河水道上的盐商的码头。

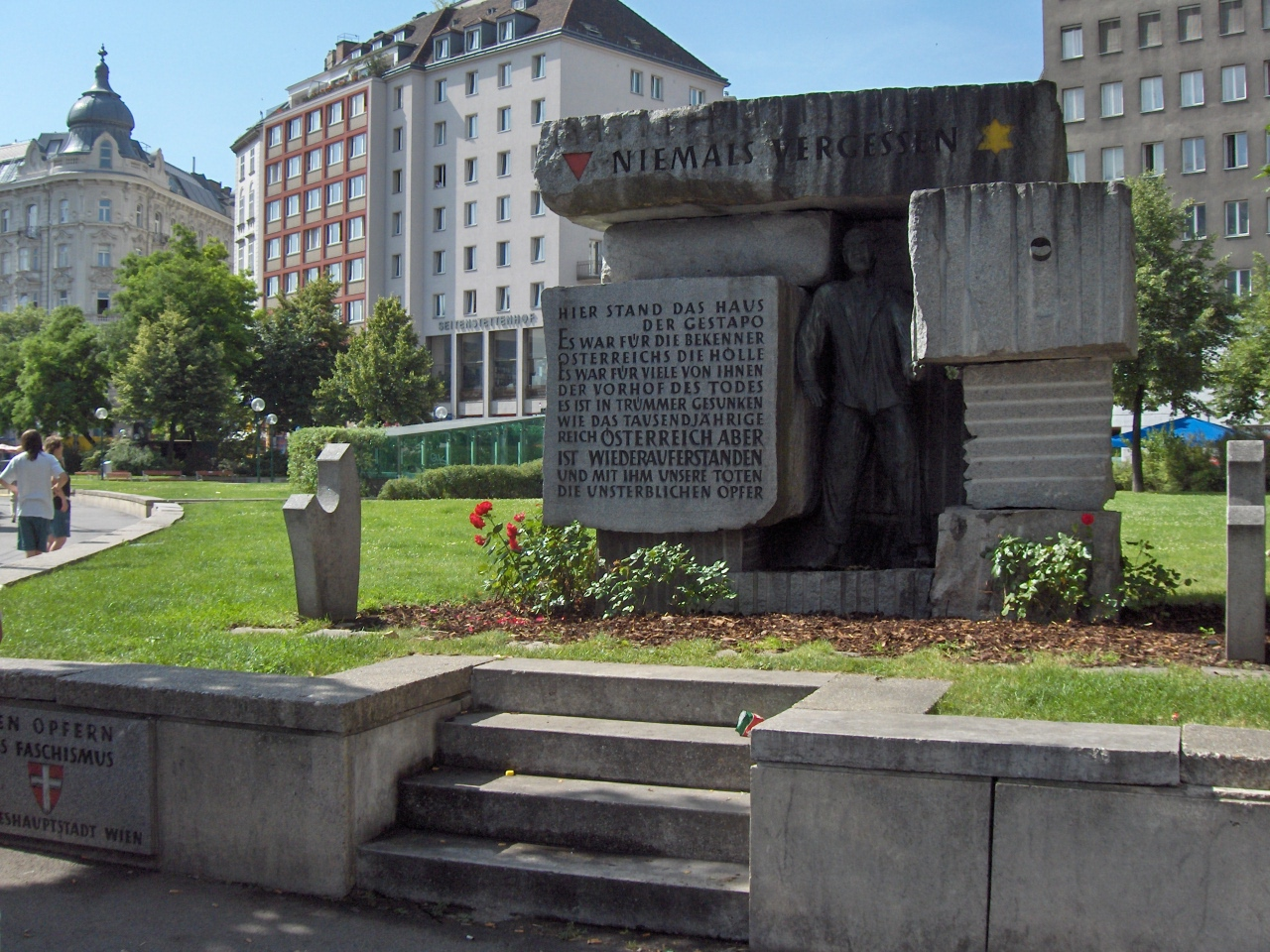
盖世太保受害者纪念碑

## 争议
对于鲁珀特是否维也纳最古老的教堂，最近有所争议，根据是在维也纳圣伯多禄教堂下面的地基和斯特凡主教座堂地下室的发现。